# 핀란드의 경제장관
핀란드의 경제장관(핀란드어: Suomen elinkeinoministeri 수오멘 엘린케이노미니스테리[*])은 핀란드 국가평의회에 입각하는 각료로, 노동장관과 함께 노동경제부의 최선임자다.
| 역대 장관                                                                | 역대 장관                                                                | 역대 장관                                                                | 역대 장관                                                                | 역대 장관                                                                |
| 상공국장( kauppa- ja teollisuustoimituskunnan päällikkö , 1885년-1918년) | 상공국장( kauppa- ja teollisuustoimituskunnan päällikkö , 1885년-1918년) | 상공국장( kauppa- ja teollisuustoimituskunnan päällikkö , 1885년-1918년) | 상공국장( kauppa- ja teollisuustoimituskunnan päällikkö , 1885년-1918년) | 상공국장( kauppa- ja teollisuustoimituskunnan päällikkö , 1885년-1918년) |
| 각료                                                                     | 정당                                                                     | 정당                                                                     | 임기                                                                     | 원로원                                                                   |
| ------------------------------------------------------------------------ | ------------------------------------------------------------------------ | ------------------------------------------------------------------------ | ------------------------------------------------------------------------ | ------------------------------------------------------------------------ |
| 레오 메켈린                                                              |                                                                          | 자유당                                                                   | 1885년 10월 1일-1890년 6월 20일                                          | 폰 트로일                                                                |
| 아돌프 에드바르드 아르페                                                 |                                                                          | ???                                                                      | 1890년 6월 20일-1891년 11월 23일                                         | 폰 트로일                                                                |
| 아돌프 에드바르드 아르페                                                 | 1891년 11월 20일-1894년 4월 13일 †                                       | ???                                                                      | 투데르                                                                   |                                                                          |
| 오토 빅토리누스 가드                                                     |                                                                          | ???                                                                      | 투데르                                                                   | 1894년 10월 1일-1896년 1월 13일                                          |
| 레나르트 그리펜베리                                                      |                                                                          | 스웨덴당                                                                 | 투데르                                                                   | 1896년 5월 13일-1900년 7월 5일                                           |
| 헨리크 빌레하드 오커만                                                   |                                                                          | ???                                                                      | 1900년 10월 28일-1901년 5월 2일                                          | 린데르                                                                   |
| 아두구스트 람사위                                                        |                                                                          | 스웨덴당                                                                 | 1901년 5월 16일-1901년 8월 27일                                          | 린데르                                                                   |
| 다니엘 볼데마르 오커만                                                   |                                                                          | 핀란드당                                                                 | 1901년 10월 25일-1904년 11월 1일                                         | 린데르                                                                   |
| 세바스티안 그리펜베리                                                    |                                                                          | 핀란드당                                                                 | 1904년 11월 1일-1905년 3월 29일                                          | 린데르                                                                   |
| 세바스티안 그리펜베리                                                    | 1905년 3월 29일-1905년 11월 11일                                         | 핀란드당                                                                 | 스트렝                                                                   |                                                                          |
| 카를로 유호 스톨베리                                                     |                                                                          | 청년 핀란드당                                                            | 1905년 12월 1일-1907년 12월 6일                                          | 메켈린                                                                   |
| 에드바르드 혤트                                                          |                                                                          | 청년 핀란드당                                                            | 1907년 12월 6일-1908년 8월 1일                                           | 메켈린                                                                   |
| 오토 스텐로트                                                            |                                                                          | 청년 핀란드당                                                            | 1908년 8월 1일-1909년 4월 25일                                           | 혤트                                                                     |
| 안데르스 비레니우스                                                      |                                                                          | 핀란드당                                                                 | 1911년-1912년                                                            | 마르코프                                                                 |
| 파울 크라츠                                                              |                                                                          | 핀란드당                                                                 | 1912년-1913년 5월 16일                                                   | 마르코프                                                                 |
| 파울 크라츠                                                              | 1913년 5월 16일-1917년 3월 26일                                          | 핀란드당                                                                 | 보로비티노프                                                             |                                                                          |
| 마티 파시부오리                                                          |                                                                          | 사회민주당                                                               | 1917년 3월 26일-1917년 9월 8일                                           | 토코이                                                                   |
| 레오 에른로트                                                            |                                                                          | 스웨덴인당                                                               | 1917년 9월-1917년 11월 27일                                              | 세탤래                                                                   |
| 헤이키 가브리엘 렌발                                                     |                                                                          | 청년 핀란드당                                                            | 1917년 11월 27일–1918년 5월 27일                                         | 제1차 스빈후부드                                                         |
| 헤이키 가브리엘 렌발                                                     | 1918년 5월 27일–1918년 11월 27일                                         | 청년 핀란드당                                                            | 제1차 파시키비                                                           |                                                                          |
| 상공장관( kauppa- ja teollisuusministeri , 1918년-2007년) [ 1 ]          |                                                                          |                                                                          |                                                                          |                                                                          |
| 각료                                                                     | 정당                                                                     | 정당                                                                     | 임기                                                                     | 내각                                                                     |
| 율리우스 스튀에른발                                                      |                                                                          | 스웨덴인당                                                               | 1918년 11월 27일–1919년 4월 17일                                         | 제1차 잉그만                                                             |
| 유호 벤놀라                                                              |                                                                          | 국민진보당                                                               | 1919년 4월 17일–1919년 8월 15일                                          | K. 카스트렌                                                              |
| 에로 에르코                                                              |                                                                          | 국민진보당                                                               | 1919년 8월 15일–1920년 3월 15일                                          | 제1차 벤놀라                                                             |
| 레오 에른로트                                                            |                                                                          | 스웨덴인당                                                               | 1920년 3월 15일–1920년 8월 12일                                          | 에리히                                                                   |
| 햘마르 프로코페                                                          |                                                                          | 스웨덴인당                                                               | 1920년 8월 12일–1921년 4월 9일                                           | 에리히                                                                   |
| 에르키 마코넨                                                            |                                                                          | 국민진보당                                                               | 1921년 4월 9일–1922년 6월 2일                                            | 제2차 벤놀라                                                             |
| 아우쿠스티 아호                                                          |                                                                          | 무소속                                                                   | 1922년 6월 2일–1922년 11월 14일                                          | 제1차 카얀데르                                                           |
| 에르키 풀리넨                                                            |                                                                          | 국민진보당                                                               | 1922년 11월 14일–1924년 1월 18일                                         | 제1차 칼리오                                                             |
| 햘마르 프로코페                                                          |                                                                          | 무소속                                                                   | 1924년 1월 18일–1924년 5월 31일                                          | 제2차 카얀데르                                                           |
| 악셀 팔름그렌                                                            |                                                                          | 스웨덴인당                                                               | 1924년 5월 31일–1925년 3월 31일                                          | 제2차 잉그만                                                             |
| 위리외 풀키넨                                                            |                                                                          | 국민연합당                                                               | 1925년 3월 31일–1925년 12월 31일                                         | 툴렌헤이모                                                               |
| 튀코 레이니카                                                            |                                                                          | 농업동맹                                                                 | 1925년 12월 31일–1926년 12월 13일                                        | 제2차 칼리오                                                             |
| 배이뇌 후플리                                                            |                                                                          | 사회민주당                                                               | 1926년 12월 13일–1927년 12월 17일                                        | 탄네르                                                                   |
| 페카 빌레 헤이키넨                                                       |                                                                          | 농업동맹                                                                 | 1927년 12월 17일-1928년 12월 22일                                        | 제1차 수닐라                                                             |
| 퀴외스티 얘르비넨                                                        |                                                                          | 무소속                                                                   | 1928년 12월 22일-1929년 8월 16일                                         | 만테레                                                                   |
| 페카 빌레 헤이키넨                                                       |                                                                          | 농업동맹                                                                 | 1929년 8월 16일-1930년 7월 4일                                           | 제3차 칼리오                                                             |
| 악셀 솔리탄데르                                                          |                                                                          | 무소속                                                                   | 1930년 7월 4일-1931년 3월 21일                                           | 제2차 스빈후부드                                                         |
| 악셀 팔름그렌                                                            |                                                                          | 스웨덴인당                                                               | 1931년 3월 21일-1932년 12월 14일                                         | 제2차 수닐라                                                             |
| 일마리 킬리                                                              |                                                                          | 국민진보당                                                               | 1932년 12월 30일-1936년 3월 6일                                          | 키비매키                                                                 |
| 배이뇌 아롤라                                                            |                                                                          | 농업동맹                                                                 | 1936년 3월 6일-1936년 10월 7일                                           | 키비매키                                                                 |
| 칼레 카우피                                                              |                                                                          | 국민진보당                                                               | 1936년 10월 7일-1937년 3월 12일                                          | 제4차 칼리오                                                             |
| 배이뇌 보이온마                                                          |                                                                          | 사회민주당                                                               | 1937년 3월 12일-1938년 12월 1일                                          | 제3차 카얀데르                                                           |
| 배이뇌 코틸라이넨                                                        |                                                                          | 무소속                                                                   | 1939년 12월 1일–1940년 3월 27일                                          | 제1차 뤼티                                                               |
| 배이뇌 코틸라이넨                                                        | 1940년 3월 27일–1941년 1월 4일                                           | 무소속                                                                   | 제2차 뤼티                                                               |                                                                          |
| 토이보 살미오                                                            |                                                                          | 사회민주당                                                               | 제2차 뤼티                                                               | 1940년 3월 27일–1941년 1월 4일                                           |
| 토이보 살미오                                                            | 1941년 1월 4일–1941년 8월 3일                                            | 사회민주당                                                               | 랑겔                                                                     |                                                                          |
| 배이뇌 탄네르                                                            |                                                                          | 사회민주당                                                               | 랑겔                                                                     | 1941년 8월 3일–1942년 5월 22일                                           |
| 우노 타키                                                                |                                                                          | 사회민주당                                                               | 랑겔                                                                     | 1942년 5월 22일–1943년 3월 5일                                           |
| 우노 타키                                                                | 1943년 3월 5일–1944년 8월 8일                                            | 사회민주당                                                               | 링코미에스                                                               |                                                                          |
| 우노 타키                                                                | 1944년 8월 8일-1944년 9월 21일                                           | 사회민주당                                                               | 하크첼                                                                   |                                                                          |
| 우노 타키                                                                | 1944년 9월 21일-1944년 11월 17일                                         | 사회민주당                                                               | U. 카스트렌                                                              |                                                                          |
| 오케 가르츠                                                              |                                                                          | 무소속                                                                   | 1944년 11월 17일-1945년 4월 17일                                         | 제2차 파시키비                                                           |
| 오케 가르츠                                                              | 1945년 4월 17일-1946년 3월 26일                                          | 무소속                                                                   | 제3차 파시키비                                                           |                                                                          |
| 우노 타키                                                                |                                                                          | 사회민주당                                                               | 1946년 3월 26일-1948년 7월 29일                                          | 페칼라                                                                   |
| 우노 타키                                                                | 1948년 7월 29일-1950년 3월 17일                                          | 사회민주당                                                               | 제1차 파게르홀름                                                         |                                                                          |
| 사카리 투오미오야                                                        |                                                                          | 국민진보당                                                               | 1950년 3월 17일-1950년 9월 30일                                          | 제1차 케코넨                                                             |
| 테우보 아우라                                                            |                                                                          | 국민진보당                                                               | 1950년 9월 30일-1951년 1월 17일                                          | 제1차 케코넨                                                             |
| 페나 테르보                                                              |                                                                          | 사회민주당                                                               | 1951년 1월 17일-1951년 9월 20일                                          | 제2차 케코넨                                                             |
| 페나 테르보                                                              | 1951년 9월 20일-1953년 7월 9일                                           | 사회민주당                                                               | 제3차 케코넨                                                             |                                                                          |
| 테우보 아우라                                                            |                                                                          | 무소속                                                                   | 1953년 7월 9일-1953년 11월 17일                                          | 제4차 케코넨                                                             |
| 테우보 아우라                                                            | 1953년 11월 17일-1954년 5월 5일                                          | 무소속                                                                   | 투오미오야                                                               |                                                                          |
| 페나 테르보                                                              |                                                                          | 사회민주당                                                               | 1954년 5월 5일-1954년 10월 20일                                          | 퇴른그렌                                                                 |
| 아레 시모넨                                                              |                                                                          | 사회민주당                                                               | 1954년 10월 20일-1956년 3월 3일                                          | 제5차 케코넨                                                             |
| 카우노 클레몰라                                                          |                                                                          | 농업동맹                                                                 | 1956년 3월 3일-1957년 5월 27일                                           | 제2차 파게르홀름                                                         |
| 에사 카이틸라                                                            |                                                                          | 인민당                                                                   | 1957년 5월 27일-1957년 11월 29일                                         | 제1차 숙셀라이넨                                                         |
| 라우리 키베캐스                                                          |                                                                          | 무소속                                                                   | 1957년 11월 29일-1958년 4월 26일                                         | 폰 피안트                                                                |
| 라우리 키베캐스                                                          | 1958년 4월 26일-1958년 8월 29일                                          | 무소속                                                                   | 쿠스코스키                                                               |                                                                          |
| 온니 힐투넨                                                              |                                                                          | 사회민주당                                                               | 1958년 8월 29일-1959년 1월 13일                                          | 제3차 파게르홀름                                                         |
| 아흐티 카랼라이넨                                                        |                                                                          | 농업동맹                                                                 | 1959년 1월 13일-1961년 6월 19일                                          | 제2차 숙셀라이넨                                                         |
| 비외른 베스테를룬드                                                      |                                                                          | 스웨덴인당                                                               | 1961년 6월 19일-1961년 7월 14일                                          | 제2차 숙셀라이넨                                                         |
| 일마리 후스티크                                                          |                                                                          | 무소속                                                                   | 1961년 7월 14일-1962년 4월 13일                                          | 제1차 미에투넨                                                           |
| 토이보 안테로 비헤르헤이모                                               |                                                                          | 국민연합당                                                               | 1962년 4월 13일-1963년 12월 18일                                         | 제1차 카랼라이넨                                                         |
| 올라비 요하네스 마틸라                                                   |                                                                          | 무소속                                                                   | 1963년 12월 18일-1964년 9월 12일                                         | 레흐토                                                                   |
| 토이보 안테로 비헤르헤이모                                               |                                                                          | 국민연합당                                                               | 1964년 9월 12일-1966년 5월 27일                                          | 비롤라이넨                                                               |
| 올라비 살로넨                                                            |                                                                          | 사회민주당                                                               | 1966년 5월 27일-1968년 3월 22일                                          | 제1차 파시오                                                             |
| 그렐스 테이르                                                            |                                                                          | 스웨덴인당                                                               | 1968년 3월 22일-1970년 5월 14일                                          | 제1차 코이비스토                                                         |
| 올라비 요하네스 마틸라                                                   |                                                                          | 무소속                                                                   | 1970년 5월 15일-1970년 7월 15일                                          | 제1차 아우라                                                             |
| 아르네 베르네르                                                          |                                                                          | 자유인민당                                                               | 1970년 7월 15일-1971년 10월 29일                                         | 제2차 카랼라이넨                                                         |
| 군나르 코르호넨                                                          |                                                                          | 무소속                                                                   | 1971년 10월 29일-1972년 2월 23일                                         | 제2차 아우라                                                             |
| 유시 리나모                                                              |                                                                          | 사회민주당                                                               | 1972년 2월 23일-1972년 9월 4일                                           | 제2차 파시오                                                             |
| 그렐스 테이르                                                            |                                                                          | 스웨덴인당                                                               | 1972년 9월 4일-1972년 12월 31일                                          | 제1차 소르사                                                             |
| 얀망누스 얀손                                                            |                                                                          | 스웨덴인당                                                               | 1973년 1월 1일-1974년 9월 20일                                           | 제1차 소르사                                                             |
| 크리스티안 게스트린                                                      |                                                                          | 스웨덴인당                                                               | 1974년 10월 1일-1975년 6월 13일                                          | 제1차 소르사                                                             |
| 아르보 뤼트쾨넨                                                          |                                                                          | 무소속                                                                   | 1975년 6월 13일-1975년 11월 30일                                         | 리나마                                                                   |
| 에로 란탈라                                                              |                                                                          | 사회민주당                                                               | 1977년 5월 15일-1979년 5월 26일                                          | 제2차 미에투넨                                                           |
| 아르네 베르네르                                                          |                                                                          | 자유인민당                                                               | 1976년 9월 29일-1977년 5월 15일                                          | 제3차 미에투넨                                                           |
| 에로 란탈라                                                              |                                                                          | 사회민주당                                                               | 1977년 5월 15일-1979년 5월 26일                                          | 제2차 소르사                                                             |
| 울프 순드크비스트                                                        |                                                                          | 사회민주당                                                               | 1979년 5월 26일-1981년 6월 30일                                          | 제2차 코이비스토                                                         |
| 피르코 튀욀래얘르비                                                      |                                                                          | 사회민주당                                                               | 1981년 7월 1일-1982년 2월 19일                                           | 제2차 코이비스토                                                         |
| 에스코 올릴라                                                            |                                                                          | 중앙당                                                                   | 1982년 2월 19일-1983년 5월 6일                                           | 제3차 소르사                                                             |
| 세포 린드블롬                                                            |                                                                          | 사회민주당                                                               | 1983년 5월 6일-1987년 4월 30일                                           | 제4차 소르사                                                             |
| 일카 수오미넨                                                            |                                                                          | 국민연합당                                                               | 1987년 4월 30일-1991년 4월 26일                                          | 홀케리                                                                   |
| 카우코 유한탈로                                                          |                                                                          | 중앙당                                                                   | 1991년 4월 26일-1992년 8월 3일                                           | 아호                                                                     |
| 페카 투오미스토                                                          |                                                                          | 중앙당                                                                   | 1992년 8월 3일-1993년 7월 31일                                           | 아호                                                                     |
| 세포 캐리애이넨                                                          |                                                                          | 중앙당                                                                   | 1993년 8월 1일-1995년 4월 13일                                           | 아호                                                                     |
| 안티 칼리오매키                                                          |                                                                          | 사회민주당                                                               | 1995년 4월 13일-1999년 4월 15일                                          | 제1차 리포넨                                                             |
| 에르키 투오미오야                                                        |                                                                          | 사회민주당                                                               | 1999년 4월 15일-2000년 2월 25일                                          | 제2차 리포넨                                                             |
| 시니카 묀캐레                                                            |                                                                          | 사회민주당                                                               | 2000년 2월 25일-2003년 4월 17일                                          | 제2차 리포넨                                                             |
| 마우리 페카리넨                                                          |                                                                          | 중앙당                                                                   | 2003년 4월 17일-2003년 6월 24일                                          | 얘텐매키                                                                 |
| 마우리 페카리넨                                                          | 2003년 6월 24일-2007년 4월 19일                                          | 중앙당                                                                   | 제1차 반하넨                                                             |                                                                          |
| 마우리 페카리넨                                                          | 2007년 4월 19일-2007년 12월 31일                                         | 중앙당                                                                   | 제2차 반하넨                                                             |                                                                          |
| 경제장관( elinkeinoministeri , 2008년-현재) [ 2 ]                        |                                                                          |                                                                          |                                                                          |                                                                          |
| 각료                                                                     | 정당                                                                     | 정당                                                                     | 임기                                                                     | 내각                                                                     |
| 마우리 페카리넨                                                          |                                                                          | 중앙당                                                                   | 2008년 1월 1일-2010년 6월 22일                                           | 제2차 반하넨                                                             |
| 마우리 페카리넨                                                          | 2010년 6월 22일-2011년 6월 22일                                          | 중앙당                                                                   | 키비니에미                                                               |                                                                          |
| 이위리 해캐미에스                                                        |                                                                          | 국민연합당                                                               | 2011년 6월 22일-2012년 11월 16일                                         | 카타이넨                                                                 |
| 얀 바파부오리                                                            |                                                                          | 국민연합당                                                               | 2012년 11월 16일-2014년 6월 24일                                         | 카타이넨                                                                 |
| 얀 바파부오리                                                            | 2014년 6월 24일-2015년 5월 29일                                          | 국민연합당                                                               | 스투브                                                                   |                                                                          |
| 올리 레흔                                                                |                                                                          | 중앙당                                                                   | 2015년 5월 29일-2016년 12월 29일                                         | 시필래                                                                   |
| 미카 린틸래                                                              |                                                                          | 중앙당                                                                   | 2016년 12월 29일-현재                                                    | 시필래                                                                   |